# Campeonato Maranhense de Futebol de 2016
O Campeonato Maranhense de Futebol de 2016 foi a 95ª edição da competição organizada pela Federação Maranhense de Futebol. A competição garantiu duas vagas na Copa do Brasil de 2017 e na Copa do Nordeste de 2017, além de duas vagas na Série D do Brasileiro de 2016.

## Regulamento
No primeiro turno, as oito equipes foram divididas em dois grupos e jogarão entre si, dentro de suas respectivas chaves, em jogos de ida e volta. Os dois melhores colocados de cada grupo avançarão para as semifinais e os vencedores de cada partida disputarão a final do primeiro turno. O campeão garantirá uma vaga na final do Campeonato Maranhense.
Em seguida, começa a disputa do segundo turno. As oito equipes continuarão nos grupos já atribuídos na primeira fase, mas enfrentarão os times do outro grupo. A partir daí, a competição acontecerá da mesma forma que no primeiro turno: os dois melhores de cada grupo avançarão para as semifinais, os vencedores de cada partida disputarão a final do segundo turno e o campeão garantirá uma vaga na final do Campeonato Maranhense.
Caso a mesma equipe vença os dois turnos, ela será automaticamente declarada campeã do Estadual de 2016.
A fim de determinar a classificação geral do campeonato a partir do 3º colocado, serão utilizadas todas as partidas dos dois turnos, incluindo fases classificatórias, semifinais e finais de turno. Será rebaixado para a Segunda Divisão de 2017 o último colocado na classificação geral.
Os dois primeiros colocados no Maranhense 2016 disputarão a Copa do Brasil e a Copa do Nordeste em 2017. Além disso, o campeão terá uma vaga na Série D do Brasileiro de 2016. Caso o Sampaio Corrêa vença o campeonato, o vice-campeão disputará a quarta divisão nacional, uma vez que o Sampaio Corrêa já disputará a Série B em 2016.

## Equipes participantes
| Equipe         | Cidade                     | Em 2015               | Estádios (capacidade)  | Títulos (Último) |
| -------------- | -------------------------- | --------------------- | ---------------------- | ---------------- |
| Araioses       | Araioses                   | 6º (Primeira divisão) | Cardosão (1.000)       | 0 (não possui)   |
| Cordino        | Barra do Corda             | 7º (Primeira divisão) | Leandrão (1.200)       | 0 (não possui)   |
| Imperatriz     | Imperatriz                 | 1º (Primeira divisão) | Frei Epifânio (10.000) | 2 (2015)         |
| Maranhão       | São Luís                   | 1º (Segunda divisão)  | Castelão (40.149)      | 14 (2013)        |
| Moto Club      | São Luís                   | 3º (Primeira divisão) | Castelão (40.149)      | 24 (2008)        |
| Sampaio Corrêa | São Luís                   | 2º (Primeira divisão) | Castelão (40.149)      | 32 (2014)        |
| Santa Quitéria | Santa Quitéria do Maranhão | 5º (Primeira divisão) | Rodrigão (3.500)       | 0 (não possui)   |
| São José       | São José de Ribamar        | 4º (Primeira divisão) | Dário Santos (600)     | 0 (não possui)   |

## Primeiro Turno

### Grupo A
| Pos | Equipes        | Pts | J | V | E | D | GP | GC | SG  |
| --- | -------------- | --- | - | - | - | - | -- | -- | --- |
| 1   | Moto Club      | 13  | 6 | 4 | 1 | 1 | 13 | 3  | 10  |
| 2   | Sampaio Corrêa | 13  | 6 | 4 | 1 | 1 | 9  | 3  | 6   |
| 3   | São José-MA    | 8   | 6 | 2 | 2 | 2 | 3  | 7  | -4  |
| 4   | Araioses       | 0   | 6 | 0 | 0 | 6 | 1  | 13 | -12 |

|                | SAM | MOT | ARA | JOS |
| -------------- | --- | --- | --- | --- |
| Sampaio Corrêa | —   | 1–2 | 3–0 | 1–1 |
| Moto Club      | 0–1 | —   | 2–0 | 0–0 |
| Araioses       | 0–2 | 1–4 | —   | 0–1 |
| São José-MA    | 0–1 | 0–5 | 1–0 | —   |

|  |                                           |
|  | Zona de classificação para a próxima fase |

Desempenho por rodada
- Clubes que lideraram o grupo ao final de cada rodada:

| Líder do Grupo A no Primeiro Turno | Líder do Grupo A no Primeiro Turno | Líder do Grupo A no Primeiro Turno | Líder do Grupo A no Primeiro Turno | Líder do Grupo A no Primeiro Turno | Líder do Grupo A no Primeiro Turno |
| ---------------------------------- | ---------------------------------- | ---------------------------------- | ---------------------------------- | ---------------------------------- | ---------------------------------- |
| 1                                  | 2                                  | 3                                  | 4                                  | 5                                  | 6                                  |
| SAM                                | SAM                                | SAM                                | SAM                                | SAM                                | MOT                                |

- Clubes que ficaram na última posição do grupo ao final de cada rodada:

| Lanterna do Grupo A no Primeiro Turno | Lanterna do Grupo A no Primeiro Turno | Lanterna do Grupo A no Primeiro Turno | Lanterna do Grupo A no Primeiro Turno | Lanterna do Grupo A no Primeiro Turno | Lanterna do Grupo A no Primeiro Turno |
| ------------------------------------- | ------------------------------------- | ------------------------------------- | ------------------------------------- | ------------------------------------- | ------------------------------------- |
| 1                                     | 2                                     | 3                                     | 4                                     | 5                                     | 6                                     |
| ARA                                   |                                       |                                       |                                       |                                       |                                       |

### Grupo B
| Pos | Equipes        | Pts | J | V | E | D | GP | GC | SG  |
| --- | -------------- | --- | - | - | - | - | -- | -- | --- |
| 1   | Maranhão       | 15  | 6 | 5 | 0 | 1 | 13 | 3  | 10  |
| 2   | Cordino        | 11  | 6 | 3 | 2 | 1 | 13 | 9  | 4   |
| 3   | Imperatriz     | 6   | 6 | 1 | 3 | 2 | 8  | 11 | -3  |
| 4   | Santa Quitéria | 1   | 6 | 0 | 1 | 5 | 1  | 12 | -11 |

|                | MAR | IMP | COR        | QUI |
| -------------- | --- | --- | ---------- | --- |
| Maranhão       | —   | 2–0 | 3–0        | 3–0 |
| Imperatriz     | 1–3 | —   | 2–2        | 1–0 |
| Cordino        | 2–1 | 3–3 | —          | 3–0 |
| Santa Quitéria | 0–1 | 1–1 | 0–3 (W.O.) | —   |

|  |                                           |
|  | Zona de classificação para a próxima fase |

Desempenho por rodada
- Clubes que lideraram o grupo ao final de cada rodada:

| Líder do Grupo B no Primeiro Turno | Líder do Grupo B no Primeiro Turno | Líder do Grupo B no Primeiro Turno | Líder do Grupo B no Primeiro Turno | Líder do Grupo B no Primeiro Turno | Líder do Grupo B no Primeiro Turno |
| ---------------------------------- | ---------------------------------- | ---------------------------------- | ---------------------------------- | ---------------------------------- | ---------------------------------- |
| 1                                  | 2                                  | 3                                  | 4                                  | 5                                  | 6                                  |
| COR                                | MAC                                | COR                                | COR                                | MAC                                | MAC                                |

- Clubes que ficaram na última posição do grupo ao final de cada rodada:

| Lanterna do Grupo B no Primeiro Turno | Lanterna do Grupo B no Primeiro Turno | Lanterna do Grupo B no Primeiro Turno | Lanterna do Grupo B no Primeiro Turno | Lanterna do Grupo B no Primeiro Turno | Lanterna do Grupo B no Primeiro Turno |
| ------------------------------------- | ------------------------------------- | ------------------------------------- | ------------------------------------- | ------------------------------------- | ------------------------------------- |
| 1                                     | 2                                     | 3                                     | 4                                     | 5                                     | 6                                     |
| STQ                                   |                                       |                                       |                                       |                                       |                                       |

### Segunda Fase (Primeiro Turno)
|  | Semifinal      | Semifinal | Semifinal | Semifinal |   |           | Final | Final | Final | Final |
|  |                |           |           |           |   |           |       |       |       |       |
|  | Cordino        | 0         | 0         | 0         |   |           |       |       |       |       |
|  | Moto Club      | 1         | 3         | 4         |   |           |       |       |       |       |
|  | Moto Club      | 1         | 3         | 4         |   | Moto Club | 2     | 1     | 3     |       |
|  |                |           |           |           |   | Moto Club | 2     | 1     | 3     |       |
|  |                | Maranhão  | 0         | 1         | 1 |           |       |       |       |       |
|  | Sampaio Corrêa | Maranhão  | 0         | 1         | 1 | 0         | 3     | 3     |       |       |
|  | Sampaio Corrêa |           |           |           |   | 0         | 3     | 3     |       |       |
|  | Maranhão       | 1         | 3         | 4         |   |           |       |       |       |       |

## Premiação
| Primeiro Turno - Campeonato Maranhnese 2016 |
| São Luís                                    |
| ------------------------------------------- |
| Moto Club                                   |

## Segundo Turno

### Grupo A
| Pos | Equipes        | Pts | J | V | E | D | GP | GC | SG |
| --- | -------------- | --- | - | - | - | - | -- | -- | -- |
| 1   | Moto Club      | 12  | 4 | 4 | 0 | 0 | 9  | 3  | 6  |
| 2   | Sampaio Corrêa | 9   | 4 | 3 | 0 | 1 | 14 | 6  | 8  |
| 3   | São José-MA    | 5   | 4 | 1 | 2 | 1 | 9  | 8  | 1  |
| 4   | Araioses       | 3   | 4 | 1 | 0 | 3 | 7  | 12 | -5 |

|  |                                           |
|  | Zona de classificação para a próxima fase |

Desempenho por rodada
- Clubes que lideraram o grupo ao final de cada rodada:

| Líder do Grupo A no Segundo Turno | Líder do Grupo A no Segundo Turno | Líder do Grupo A no Segundo Turno | Líder do Grupo A no Segundo Turno |
| --------------------------------- | --------------------------------- | --------------------------------- | --------------------------------- |
| 1                                 | 2                                 | 3                                 | 4                                 |
| MOT                               |                                   |                                   |                                   |

- Clubes que ficaram na última posição do grupo ao final de cada rodada:

| Lanterna do Grupo A no Segundo Turno | Lanterna do Grupo A no Segundo Turno | Lanterna do Grupo A no Segundo Turno | Lanterna do Grupo A no Segundo Turno |
| ------------------------------------ | ------------------------------------ | ------------------------------------ | ------------------------------------ |
| 1                                    | 2                                    | 3                                    | 4                                    |
| ARA                                  |                                      |                                      |                                      |